# Dendrobium interruptum
Dendrobium interruptum är en orkidéart som beskrevs av Johannes Jacobus Smith. Dendrobium interruptum ingår i släktet Dendrobium, och familjen orkidéer. Inga underarter finns listade i Catalogue of Life.